# Родна кућа Илариона Руварца у Сремској Митровици
Родна кућа Илариона Руварца у Сремској Митровици је подигнута почетком 19. века и има статус споменика културе од великог значаја.

## Иларион Руварац
Иларион Руварац рођен је 1. септембра 1832. године у Сремској Митровици. Након завршених студија права у Бечу и Богословије у Сремским Карловцима, био је професор и ректор Карловачке богословије, а 1882. године постао је архимандрит манастира Гргетега. Својим научним радом и многобројним текстовима био је оснивач српске критичарске историјске школе и велики противник традиционалне некритичке историографије.

## Изглед куће
Кућа у којој је рођен наш велики историчар спада у ред типичних примера војвођанске куће саграђене по строго утврђеним прописима. Подужни објекат са два паралелна, симетрична крила, покривен је стрмим двоводним кровом са забатом као једним од најкарактеристичнијих елемената војвођанске стамбене архитектуре. Током времена кућа је претрпела многобројне измене и доградње, задржавши основни концепт просторног распореда.